# Hey Stoopid
Hey Stoopid — девятнадцатый студийный и двенадцатый сольный альбом Элиса Купера, выпущенный в 1991 году. Песня «Hey Stoopid» посвящена проблеме самоубийства, а остальная часть альбома, по словам Элиса Купера — «это всего лишь рок-н-ролл».
В записи альбома приняли участие Оззи Осборн, Слэш, Джо Сатриани, Стив Вэй, Никки Сикс и Мик Марс из Mötley Crüe. На песни «Hey Stoopid», «Love’s a Loaded Gun» и «Feed My Frankenstein» были сняты видеоклипы. Так же как и предшествующий альбом Trash, Hey Stoopid стал коммерчески успешным.

## История записи
Первоначально у группы было около тридцати песен. Потом это число было сокращено до пятнадцати, а после — до двенадцати (окончательное количество, вошедшее в альбом). Одной из песен, не включенных в Hey Stoopid была композиция Джими Хендрикса «Fire».
Продюсером Hey Stoopid стал Питер Коллинс. Элис Купер признался, что во время работы с Бобом Эзрином и другими продюсерами он «всегда хотел потрудиться с мастером песенником, который смог бы подсказать, что сработает, а что нет». Питер стал именно таким человеком: он знал в точности, какое звучание барабанов и гитары хотел слышать Элис.

## Элис Купер об альбоме
На этой пластинке, Элис гораздо более разнообразен. Альбом «Trash» был одномерным, повествуя только о сексе. На «Hey Stoopid», Элис испытывает гамму чувств. Он очень романтичный на «Might As Well Be On Mars», иногда жалобный. Альбом очень напоминает мне «Billion Dollar Babies».

Я просто начинаю карьеру заново. «Неу Stoopid» — это мой альбом недоучка.

## Список композиций
| №   | Название                   | Автор(ы)                                                 | приглашённые музыканты                                            | Длительность |
| --- | -------------------------- | -------------------------------------------------------- | ----------------------------------------------------------------- | ------------ |
| 1.  | «Hey Stoopid»              | Alice Cooper, Vic Pepe, Jack Ponti, Bob Pfeifer          | Slash, Ozzy Osbourne, Joe Satriani                                | 4:33         |
| 2.  | «Love's a Loaded Gun»      | Cooper, Pepe, Ponti                                      |                                                                   | 4:11         |
| 3.  | «Snakebite»                | Cooper, Pepe, Ponti, Pfeifer, Lance Bulen, Kelly Keeling |                                                                   | 4:33         |
| 4.  | «Burning Our Bed»          | Cooper, Al Pitrelli, Pfeifer, Steve West                 | Joe Satriani                                                      | 4:34         |
| 5.  | «Dangerous Tonight»        | Cooper, Desmond Child                                    |                                                                   | 4:41         |
| 6.  | «Might as Well Be on Mars» | Cooper, Dick Wagner, Child                               |                                                                   | 7:10         |
| 7.  | «Feed My Frankenstein»     | Cooper, Zodiac Mindwarp, Ian Richardson, Nick Coler      | Joe Satriani, Steve Vai, Nikki Sixx, Elvira, Mistress of the Dark | 4:44         |
| 8.  | «Hurricane Years»          | Cooper, Pepe, Ponti, Pfeifer                             | Vinnie Moore                                                      | 3:58         |
| 9.  | «Little by Little»         | Cooper, Pepe, Ponti, Pfeifer                             | Joe Satriani                                                      | 4:35         |
| 10. | «Die for You»              | Cooper, Mick Mars, Nikki Sixx, Jim Vallance              | Mick Mars                                                         | 4:16         |
| 11. | «Dirty Dreams»             | Cooper, Pfeifer, Vallance                                | Vinnie Moore                                                      | 3:29         |
| 12. | «Wind-Up Toy»              | Cooper, Pepe, Ponti, Pfeifer                             | Joe Satriani                                                      | 5:27         |

Japanese Release Bonus Track
| №   | Название              | Автор(ы)      | Длительность |
| --- | --------------------- | ------------- | ------------ |
| 13. | «It Rained All Night» | Cooper, Child | 3:54         |

2013 remastered release bonus tracks.
| №   | Название                  | Автор(ы)                     | Длительность |
| --- | ------------------------- | ---------------------------- | ------------ |
| 13. | «Hey Stoopid (Beba Edit)» | Cooper, Pepe, Ponti, Pfeifer | 3:58         |
| 14. | «Fire»                    | Jimi Hendrix                 | 3:04         |
| 15. | «It Rained All Night»     | Cooper, Child                | 3:54         |

## Песни
- В одном из интервью Элис Купер рассказал, что после написания песни «Hey Stoopid» он не спал две ночи, раздумывая над тем, не решат ли слушатели, что он обзывает их дураками.[3] Элис также добавил, что не хочет превращаться в их родителей, и в песне есть строчка, подтверждающая это: (This ain’t your daddy talkin — Это не нотация твоего папочки).[3] Купер приоткрыл смысл, который он вкладывал в песню:[4]

«Я начал прислушиваться к статистике подросткового самоубийства, так что „Hey Stoopid“ это настоящее послание. Если бы я разговаривал с тобой, и ты заявил бы, что собираешься покончить с собой, то я сказал бы: „Эй, дурачок, что ты делаешь?“ Я не стал бы грозить своим пальцем и говорить: „Нет, нет и нет!“ потому что, в этом случае, я вел бы себя как родитель. Я охотней общаюсь с ними на их же языке, на языке рока, улицы. В песне говорится: „Эй, дурачок, что ты пытаешься делать?“ Они ведут себя всегда по одной и той же схеме, здесь должен быть выход. В этой песне я собираю хор рок-н-ролльных аутсайдеров. Всех тех, кого обвиняли в сочинении песни побуждающей к совершению самоубийства — вчера, я общался с Оззи. На этой песне соло у меня играет Слэш, и стоит надеяться, если это возможно, Judas Priest исполнят кое-какие подпевки. Не думаю, что кто-то специально написал песню, подталкивающую подростков к совершению самоубийства. Все эти песни были не правильно истолкованы. Если Элис должен высказать свою позицию, вместо спасения деревьев, он скорее спасал бы рокеров! И эта песня настоящий рок-н-ролл — это ещё один School’s Out».

- Элис Купер о песне «Feed My Frankenstein»: «Мне очень понравилось грандиозное гитарное звучание. Я подумал, что эта песня идеально подошла бы для Стива Вэя и Джо Сатриани. Эта тема также была идеальной и для фильма „Мир Уэйна“. Эта картина нуждалась в грандиозном, глупом гимне. В этой песне хватает глупости, но это также великолепная песня.»[8]

- «Wind Up Toy» Элис Купер сравнил с песней «Steven» с альбома Welcome to My Nightmare. Также он сказал, что изначально она была очень коммерческой, а потом «лирика была переработана и в конечном итоге этот трек стал конфеткой для всех самых преданных поклонников Элиса».[6]

## Участники записи
- Элис Купер — вокал, гармоника
- Микки Карри — ударные
- Стэф Бёрнс — гитара
- Хью Макдональд — бас-гитара
- Дерек Шериньян — клавишные
- Джо Сатриани — гитара в песнях «Hey Stoopid», «Burning Our Bed», «Feed My Frankenstein», «Little by Little», and «Wind-Up Toy»
- Винни Мур — гитара в песнях «Hurricane Years» и «Dirty Dreams»
- Стив Вай — гитара в песне «Feed My Frankenstein»
- Слэш — гитара в песне «Hey Stoopid»
- Никки Сикс — бас-гитара в песне «Feed My Frankenstein»
- Мик Марс — гитара в песне «Die for You»
- Оззи Осборн — бэк-вокал в песне «Hey Stoopid»

## Позиции в чартах
| Year | Chart               | Position |
| ---- | ------------------- | -------- |
| 1991 | The Billboard 200   | 47       |
| 1991 | Чарт Великобритании | 4        |

## Тур в поддержку альбома
Тур в поддержку Hey Stoopid на территории Америки назывался «Операция Рок-н-Ролл». Вместе с Alice Cooper на сцене выступали Judas Priest и Motorhead. Концерты проходили в необычных местах: на крышах домов, в парках. Список исполняемых композиций различался, но обычно в него входили песни: «Eighteen», «No More Mr. Nice Guy», «School’s Out», «Hey Stoopid», «Love’s A Loaded Gun» и «Billion Dollar Babies».